# Nancy Ramey
Nancy Ramey   (Seattle, 29 de juny de 1940), posteriorment coneguda amb el nom de casada Nancy Lethcoe, és una exnedadora estatunidenca que va competir durant la dècada de 1950.
Amb tan sols 17 anys el 1956 va prendre part en els Jocs Olímpics de Melbourne, on guanyà la medalla de plata en la prova dels 100 metres papallona del programa de natació. En la final fou superada per la seva compatriota Shelley Mann. El 1958 va establir dos rècords del món en els 100 i un en els 200 metres papallona. El mateix any guanyà cinc campionats estatunidenc i un de canadenc. El 1959 guanyà la medalla de plata en els 100 metres papallona als Jocs Panamericans.
Posteriorment es va graduar a la Universitat de Washington i va obtenir un màster i el doctorat a la Universitat de Wisconsin. Als anys 70 va treballar com a professora adjunt a la Universitat Stanford. Després va organitzar safaris a Alaska junt amb el seu marit, Jim Lethcoe.